# 傑克遜維爾鎮區 (愛荷華州奇克索縣)
傑克遜維爾鎮區（英語：Jacksonville Township）是位於美國愛荷華州奇克索縣的一個行政鎮區。

## 地方資料
根據2010年美國人口普查的數據，傑克遜維爾鎮區的面積為139.69平方千米，當中陸地面積為139.65平方千米，而水域面積為0.04平方千米。當地共有人口504人，而人口密度為每平方千米3.61人。